# Historia de Atlético Tucumán
El Club Atlético Tucumán, conocido como Atlético Tucumán, o simplemente Atlético, es un club deportivo argentino fundado en Tucumán el 27 de septiembre de 1902 que tiene como actividad principal el fútbol donde juega en la Superliga Argentina. Además hace de local en el Estadio Monumental José Fierro, fundado el 21 de mayo de 1922 y ubicado en las calles 25 de Mayo, Chile, Laprida y Bolivia (en el Barrio Villa 9 de julio) con capacidad para 35.200 espectadores. El club también tiene como actividades el Fútbol femenino, Futsal, Balonmano (Masculino y Femenino), Vóley (Masculino y Femenino) y el Básquet (Masculino y Femenino).
El 9 de julio de 1903, en oportunidad de enfrentar al Club Atlético Salteño (hoy Gimnasia y Tiro de Salta), se convirtió en el primer equipo del país, (incluso antes que la Selección Argentina y de clubes como Argentino de Quilmes), en usar la camiseta celeste y blanca a franjas verticales. Esto fue confirmado por el CIHF en el año 2003.
En 1973 accedió al Torneo Nacional de AFA, tras ganar el Torneo Anual 1972 de la Federación Tucumana de Fútbol. También disputó los Nacionales de 1974, 1975, 1976, 1978, 1979, 1980, 1981 y 1984. Se destaca su participación de 1979, donde finalizó tercero, detrás de River Plate y Unión, siendo esta la mejor campaña de un equipo del norte argentino en Primera División.
El 15 de junio de 2008, de la mano del Indio Jorge Solari el Decano volvía a la Primera B Nacional luego de ganarle por penales 4-2 a Racing de Córdoba, y el 2-1 en los 90' tanto en la ida como en la vuelta.
El 7 de junio de 2009, dirigidos por Héctor Rivoira, logró el ascenso a Primera al vencer a Talleres por 4 a 1 por el Campeonato 2008/2009 de la B Nacional, para participar de la Primera División. El 15 de junio de ese mismo año fue campeón, tras vencer a Olimpo por 3 a 1.
Junto a Talleres y Central Córdoba de Santiago del Estero son los únicos equipos que lograron 2 ascensos consecutivos a la B Nacional y a Primera.
El 8 de noviembre de 2015, de la mano de Juan Manuel Azconzábal se consagró campeón de la B Nacional, y volvió a la Primera División, al vencer a Los Andes por 5 a 0.
El 14 de octubre de 2016 obtuvo la clasificación para la Conmebol Libertadores 2017, convirtiéndose en el primer y único equipo del norte argentino en participar oficialmente de una competencia internacional de la CONMEBOL.
El 18 de septiembre de 2018, el Decano se convirtió en el primer equipo indirectamente afiliado a la AFA en jugar los octavos de final de la Conmebol Libertadores, hecho que se dio el 28 de agosto cuando logró pasar a dicha instancia.
Actualmente se ubica en el puesto 103 del Ranking Mundial de Clubes que elabora la IFFHS siendo el mejor equipo del norte ubicado en el ranking. El 1 de octubre de 2018 logró posicionarse en el puesto 17, siendo 5° entre los clubes argentinos, solo por debajo de cuatro de los cinco grandes del fútbol argentino, y la mejor ubicación del club en el ranking.
Sus clásicos rivales son San Martín de Tucumán, con quien disputa el Clásico tucumano, el cual es reconocido como uno de los más convocantes y pasionales del país y Sportivo Guzmán con quien disputa el Clásico de Villa 9 de Julio. En el clásico tucumano tiene una ventaja de 5 partidos tras 284 enfrentamientos oficiales.

## Fundación y primeros pasos (1902-1920)
En los albores de una noche primaveral del siglo XX nacía lo que sería a lo largo de toda la centuria la institución más grande y trascendente del Noroeste Argentino. En una vieja casona de calle Rivadavia al 100 en pleno centro de San Miguel de Tucumán, un grupo de hombres ilustres decidió crear el Club Atlético Tucumán y aquel 27 de septiembre de 1902 resonó un grito que se hizo símbolo para todas las generaciones de Atletiquenses, "arriba los Corazones". Agenor Albornoz quién fue nombrado primer presidente, José Fierro, Tomás Barber, Manuel Pérez, Federico Rossi, J.A. Beaumont y tres hermanos ingleses: Cecil. Claude y Percy Hill fueron algunos de los nombres ilustres que firmaron el acta de fundación.

### Primera Comisión Directiva
Quedó constituida así: Presidente: Agenor Albornoz, Vicepresidente: Cecil Hill, Secretario: José Fierro, Prosecretario: Tomás Barber, Tesorero: Manuel Pérez, Vocales: Percy Hill, J.A. Beaumont y Claude Hill. Los primeros años fueron muy difíciles, lo que hizo que Atlético estuviera al borde de desaparecer, pero la perseverancia y el esfuerzo de ese grupo de luchadores hicieron que el club saliera adelante. 

### Primer Estadio
El primer campo de deportes fue el Gimnasio 24 de septiembre, un campo deportivo del estado que estaba ubicado en la actual avenida Avellaneda y Santa Fe, donde hoy se encuentra el hospital Centro de Salud Zenón Santillán.

### Primer Partido del Club
El 9 de julio de 1903 es una fecha trascendente para la historia del club, el primer partido que se recuerde disputado en el Gimnasio 24 de septiembre entre Atlético Tucumán y Club Atlético Salteño (hoy Gimnasia y Tiro de Salta) con triunfo de los tucumanos por 3 a 1. En aquella ocasión Atlético utilizó una camiseta blanca y sobre ella unos bastones celestes emulando los colores patrios. Esos serían desde ese momento los colores oficiales, convirtiéndose sin darse cuenta Atlético Tucumán en el primer club en la Argentina en utilizar la camiseta albicelestes a rayas verticales. Pasaron los años y Atlético Tucumán comenzó a vestirse de gloria, alzándose con la mayoría de las copas en juego de aquellos años, la más importante fue la copa Centenario obtenida tras vencer a San Martín en la final. En 1918 logra el campeonato de la desaparecida Unión Tucumana de Fútbol, que en 1919 se transformaría en la Federación Tucumana de fútbol.

### Primer partido en el actual estadio
Otra fecha trascendente fue el domingo 21 de mayo de 1922, bajo la presidencia de don Isauro Silva, Atlético Tucumán inaugura su estadio en el flamante predio ubicado entre las calles 25 de mayo, Chile, Laprida y Bolivia a la que se agregaba la manzana hasta calle Rivadavia. El Estadio hoy denominado Monumental José Fierro, originalmente fue denominado Gran Stadium ya que por sus características era el más grande de la región, un estadio jamás visto que los visitantes admiraban y elogiaban. Para la ocasión recibió a Racing de Avellaneda empatando 1 a 1 en partido amistoso ante la presencia de una multitud en una fiesta que comenzó a temprana hora y se extendió a lo largo del día. Entre 1919 y 1976, años en los que Atlético Tucumán compitió en la desaparecida Federación, fue el club que más lauros cosechó ganando 21 campeonatos anuales, al que hay que sumarle 8 competencias y 13 torneos de Honor, lo que resulta en 57 años de existencia de la Federación la suma impresionante de 42 campeonatos ganados.

### Primera camiseta albiceleste de un equipo de Argentina
Atlético Tucumán fue el primer equipo de toda Argentina en usar una camiseta con bastones blancos y celestes verticales.
El 27 de septiembre de 1902 se fundó el Club Atlético Tucumán. En un principio, se utilizó una camisa te, tal era la costumbre heredada de los ingleses. Pero en 1903, Tomas Barber, por entonces Secretario de la Comisión Directiva del Club, inspirado por el primer centenario del país que debía vivir Atlético Tucumán, decidió utilizar la camiseta con bastones verticales blancos y celestes que todos conocemos. La estrenaron el 9 de julio de 1903, día del primer partido oficial del club. En esa oportunidad, el equipo Decano venció al “Club Salteño”, de la hermana provincia del norte por 3 a 1.
Por su parte, la selección argentina disputó su primer encuentro oficial contra Uruguay el 16 de mayo de 1901. Pero “en aquel primer enfrentamiento, Argentina jugó con camisa celeste, pantalones blancos y medias negras, ropa donada…”
Alrededor de 1000 hinchas cruzaron en esa oportunidad el Río de la Plata para acompañar a la selección. La empresa de barcos que transportó a la afición nacional bajó el precio del boleto de $ 20 a $ 15. El fútbol comenzaba a ser un negocio. Argentina ganó ese encuentro por 3 a 2. “El partido se jugó en la cancha de Albion, en Paso Molino (hoy un lugar de calles y manzanas en el barrio conocido como El Prado). La cancha tenía palco y una pequeña tribuna y congregó a casi 8.000 personas (la mayoría se ubicó a un costado del campo, separados del lateral por una cuerda).”
La primera vez que la selección nacional usó una camiseta blanca y celeste, con bastones verticales, fue el 13 de septiembre de 1908, también contra la selección de Uruguay, por la copa de Ligas Newton.
Racing Club fue fundado el 25 de marzo de 1903. Usó en primer término una camiseta a rayas negras y amarillas y otra roja. Los socios del club no se ponían de acuerdo y su existencia corrió peligro. “La Academia no adoptó los colores albicelestes, sino hasta el año 1910, en franjas verticales, en conmemoración al centenario de la Primera Junta por ser el primer equipo argentino fundado íntegramente por criollos.”
Por si quedaban dudas, en 2003, el sitio oficial del Club Atlético Tucumán consultó al Centro de Investigaciones para la Historia del Fútbol (CIHF, www.cihf.org.ar) “acerca de las versiones que señalan que el Club Argentino de Quilmes fue el primero en utilizar una camiseta celeste y blanca a rayas verticales y habiendo presentado documentación probatoria de que Atlético Tucumán ya lucía en 1903 camisas blancas a bastones verticales celestes”.
Obteniendo la siguiente respuesta: “Para beneplácito de los decanos, informó que consultamos nuestros archivos, y, a pesar de que hubo más de 20 equipos con la camiseta celeste y blanca, no encontramos alguno que haya utilizado blanca y celeste a rayas verticales antes del año 1903 es por ello que Atlético Tucumán es el primer club en la Argentina que vistió esta camiseta.

## Décadas de 20 al 40
Las décadas de 1920, 1930 y 1940 fueron de grandes logros deportivos, como la exitosa e inédita gira por Bolivia y Perú durante dos meses a fines de 1929, la consolidación institucional, construcción de canchas de tenis, pileta de natación y otras dependencias en el predio adyacente al estadio además del nacimiento de figuras que pasearon su figura por clubes del país, del exterior y en la selección nacional entre ellos : Donato Penella, Leónidas van Gelderen, Santiago Michal y Raúl “cara y gallo" Martínez. A fines de la década del 40 aparece uno de los jugadores más exquisitos que vistió la camiseta de Atlético, Armando Benavidez, "el patón" o "el doctor del fútbol" como la bautizó en aquellas épocas la revista El Gráfico.

### Estadio José Fierro
Obra del destacado arquitecto español José Graña (Salamanca 1885 - Tucumán 1950), se terminó de construir en el año 1922, y contaba con una capacidad para 5,000 espectadores. Se inauguró el 21 de mayo del mismo año y originalmente fue bautizado como "Grand Stadium" por sus características monumentales que lo convertían en el más grande en dimensiones de todo el norte argentino, para la ocasión se invitó al equipo completo del Racing Club de Avellaneda.
Al pasar del tiempo se le fue asignado su nombre real como Estadio Monumental "José Fierro", en honor a este gran presidente de la institución.
Fue el primer estadio techado de Tucumán, y el primero en tener una bandeja alta. El estadio cuenta con una capacidad para 32.700 espectadores. Debido a su tamaño, es el elegido para los grandes eventos que se realizan en Tucumán. Las dimensiones son de 105 x 70,20 m y tanto las tribunas, como el techo son de hormigón, resto de instalaciones en cemento (igual que algunas butacas, las restantes de cemento).
En julio de 2009 empezó la creación de una platea con capacidad para 2700 espectadores. También se llevó a cabo la construcción de palcos vip. En 2016 se contriyeron más palcos vip debajo de la tribuna nueva.
Hay obras en fase de planificación para seguir agrandando el estadio en el futuro cercano.

### Gira por Bolivia y Perú
En total fueron 10, según cuenta Silvio Nava, historiador del club, y con buenos resultados. Los rivales fueron: Universitario de Perú en dos ocasiones (2-3 y 0-0), la Selección de Perú (3-1 y 0-1), Alianza Lima (0-3), un combinado chalaco (es decir, jugadores de la zona costera de Perú) (3-1), Sporting Tabaco, un combinado de Arequipa (3-2), la Selección de Bolivia (4-3) y un combinado paceño (3-1)
Para el club fue toda una experiencia que movilizó a sus protagonistas en diferentes niveles. Luego de la travesía, los jugadores fueron recibidos en la provincia como héroes. Luego, el contacto con el fútbol internacional se hizo más esporádico pero con un denominador común: todos los partidos se jugaron en Tucumán, aprovechando las giras de equipos foráneos en nuestro país.

## Década del 50
En la década del 50 comenzó una serie inigualable de títulos y que hoy sigue siendo récord en el fútbol Argentino. Atlético Tucumán fue campeón anual en forma consecutiva entre los años 1957 y 1965.

## Década del 60
Pero la década del 60 no pudo comenzar mejor. El 30 de enero de 1960, Atlético Tucumán logra el éxito más grande de su historia, dirigidos por don Roberto Santillán, se consagra campeón Argentino de campeones. Luego de una gran campaña Atlético Tucumán derrota en la ciudad de Tres Arroyos a Quequén 5 a 3 por penales. Aquel gran equipo era dirigido por don Roberto Santillán y estaba integrado por: Gregorio García, José Gutiérrez y Hugo Ginel, Jorge Amaya, Antonio Rosalino Graneros, Rafael Albrecht, Antonio Tejerina, Martín Canseco, Héctor Ortega, Miguel Muñoz, Ibarra Castillo, Ayunta y Juan Mario Fernández.

## Década del 70
"Los decanos" (apodado así por sus hinchas por ser el primer club que práctico fútbol en Tucumán) en 1973 luego de haberse consagrado campeón anual el año anterior, conducido por uno de los técnicos más queridos y recordados, don Manuel Giudice, juega su primer Nacional realizando una muy buena campaña. En 1975 dirigido por Eulogio Urriolabeitía y en 1979 por Rogelio Domínguez, Atlético Tucumán realiza dos grandes campañas, sobre todo la del año 79 que es la mejor actuación de un equipo tucumano en torneos de primera división, llegando a semifinales terminado en 3.º posición detrás del campeón River Plate y de Unión de Santa Fe, el país hablaba de Atlético. Por aquellos años surgieron varias figuras que se destacaron en el orden Nacional e internacional como: Francisco Ruiz, Víctor Palomba, Juan Francisco "Kila" Castro, Armando Ignacio Quinteros, Raúl Francisco Agüero, Orlando "lito" Espeche, entre otros. Pero entre 1974 y 1976 Atlético Tucumán se dio el gusto de tener en sus filas a una de las grandes figuras del fútbol Argentino, Ricardo Julio Villa, quién se transformó sin duda alguna en uno de los ídolos máximos de "los decanos" y su pase a principios de 1977 a Racing fue récord para el fútbol Argentino por esos años.

## Década del 80
Ya en la década del 80, surge una camada de grandes jugadores jóvenes que sería la base del gran equipo que logró el ascenso al Nacional B en 1987. Entre ellos se destacan notablemente uno de los grandes goleadores de Atlético, Julio Antonio Barreto, a quién la hinchada de Atlético amaba por su fibra, personalidad y goles. En 1983 aparece la figura rutilante de otro gran goleador que formaría junto a Barreto una dupla temible en la delantera, Luis Carlos Reartez, "el correcaminos" como cariñosamente lo apodaban, el gran goleador de los clásicos con 9 goles oficiales a San Martín entre 1983 y 1987 y el tercer goleador histórico del "decano". En 1986 dirigidos por don Luis Sosa, luego de la reestructuración del fútbol Argentino, Atlético Tucumán logra el campeonato anual de la Liga Tucumana de Fútbol y en el primer semestre de 1987, se consagra campeón del torneo del interior y logra el ansiado ascenso al Nacional B. En aquel equipo capitaneado por Luis Reartez brillaban con luz propia jugadores surgidos de las inferiores como, Raúl Aredes, Fabián García, Antonio Apud, Miguel Diamante, etc.

## Década del 90
El Nacional B deparó muchas campañas mediocres y otras muy buenas, se destacan tres equipos que estuvieron cerca del ascenso a primera división, como el equipo que dirigía el querido y recordado Juan Manuel Guerra que obtuvo el subcampeonato en la temporada 90/91 con figuras de la talla de Walter Jiménez, Alfredo “cachi" Zelaya, José "mono" Campos, Francisco Pacheco, entre otros, o el Dream team de la temporada 95/96 dirigido técnicamente por Jorge Higuaín primero y luego por Ricardo Julio Villa que llegó hasta semifinales del torneo, o aquel dirigido por Humberto Zucarrelli de la temporada 1998/ 99 que llegó también a semifinales y donde brillaban Adrián Czornomaz, Mauro Amato, Carlos Ibáñez, Raúl Aredes (en su vuelta al club), etc. Otro gran goleador que vistió la casaca "decana" fue Mario "el cota" Álvarez goleador absoluto de Atlético Tucumán en el Nacional B con 40 goles en 61 partidos y que paradójicamente no integró los equipos antes mencionados.

### La tarde de la camiseta naranja
Sucedió la tarde de un sábado 13 de mayo de 1995, cuando se enfrentaban Atlético y Atlético de Rafaela en El Monumental. Ambos acostumbrados a vestir camiseta de similares características habían disputado el primer tiempo, el Decano con la tradicional y Rafaela con una blanca alternativa.
La silbatina no se hizo esperar, el color anaranjado se parece mucho al rojo, color que identifica al clásico rival. La reprobación fue tan elocuente, que los jugadores se quitaron casi de inmediato dicha casaca y regresaron por el túnel a cambiarse, utilizando una vieja alternativa azul. Hoy en día, aquella camiseta, aunque resistida en su momento, es buscada por diversos coleccionistas.

## Década del 00

### Primer Descenso
En el año 2002 tras varias campañas desafortunadas, Atlético Tucumán desciende por primera y única vez en su historia de categoría pasando a jugar el torneo Argentino A, donde jugó 5 temporadas, hasta lograr el pasado 15 de junio el ascenso y el retorno al torneo Nacional B, tras 21 años y un día de aquel gran logro de 1987.

### Temporadas en el Torneo Argentino A
Cuando en el año 2002, Atlético Tucumán descendió para jugar el Argentino "A", muy pocos imaginarían que costaría tanto dejar la categoría.
Atlético retornó al Nacional "B", 5 años después.
- El duro torneo.

Atlético permaneció 2106 días en el Argentino "A", donde disputó 188 partidos, ganó 98, empató 38, perdió 52 (se incluyen los dos partidos de la promoción en el 2004). El Consejo Federal le dio por perdido un partido en un escritorio (con Talleres de Perico del Apertura 2006 en el Monumental por invasión de público al campo de juego).
De los 188 partidos 24 enfrentamientos fueron frente a Talleres de Perico, 20 con La Florida, 14 partidos ante Ñuñorco e igual número ante Gimnasia y Tiro de Salta, 12 veces con Gral Paz Juniors de Córdoba, llegando a enfrentarse con el club cordobés 8 veces en la misma temporada 2003/2004.
Atlético Tucumán enfrentó en el 45 % de los partidos disputados en estos casi 6 años, a solo 5 rivales.
- Partidos por temporada

Este es el detalle de la cantidad de partidos disputados en las temporadas en el torneo Argentino:
Temporada 2002/03 : 24 partidos disputados.
Temporada 2003/04 : 32 partidos diputados.
Temporada 2004/05 : 36 partidos disputados.
Temporada 2005/06 : 26 partidos disputados.
Temporada 2006/07: 30 partidos disputados.
Temporada 2007/08: 40 partidos disputados.
Atlético Tucumán logró el 58% de los puntos en disputa en su campaña en el Argentino "A".
- Los técnicos

Diez cuerpos técnicos dirigieron al primer equipo desde septiembre de 2002, Oscar Salvatierra, Raúl Aredes y Andrés Rebottaro en dos oportunidades cada uno, Jorge Salas, Ángel Guerrero, Víctor Riggio y Jorge Solari, además de los interinatos de Daniel Hernández, Ricardo Salomón, Miguel Muñoz y Manuel Morales, y Salvador Mónaco. Los porcentajes de efectividad en puntos de los técnicos en sus campañas respectivas al frente del equipo fueron las siguientes:
Oscar Salvatierra: 33 % . Dirigió los primeros cuatro partidos del Argentino A, ganó uno, empató uno y perdió dos.
Raúl Aredes: 54 % (primer ciclo) Reemplazó a Salvatierra y dirigió en el apertura 2002 (eliminado por Tiro Federal en cuartos de final) y Clausura 2003 (Eliminado en cuartos de final por Racing de Córdoba por penales).
Raúl Aredes: 57 %(segundo ciclo). Dirigió el Apertura 2005 (eliminado en cuartos de final por Gral Paz Juniors de Córdoba).
Jorge Salas: 58 %. Dirigió en el Apertura 2003 (eliminado por Gral Paz Juniors en cuartos de final por penales).
Andrés Rebottaro: 53 % (primer ciclo) ganó el Clausura 2004 y jugó la final de la temporada y la promoción. Dejó el cargo en la 5.ª fecha del Apertura 2004.
Andrés Rebottaro: 58%(segundo ciclo) eliminado en clausura 2006 por Sportivo Patria de Formosa en cuartos de final. Deja el cargo en la 6.ª fecha del Apertura 2006.
Ángel Guerrero: 52 % de los puntos en disputa, dejó el cargo en el repechaje tras caer en el partido de ida con Gimnasia y Tiro de Salta.
Víctor Riggio: 59% de los puntos en juego. Dirigió en el Clausura 2005, eliminado por Unión Sunchales en semifinales y luego por Luján de Cuyo en el repechaje.
Jorge Solari : 60 % de los puntos. Reemplazó a Rebottaro en el Apertura 2006 donde no clasificó a los play off. Luego en el clausura 2007 fue eliminado por Guillermo Brown de Puerto Madryn en cuartos de final y logró el campeonato y el ascenso al Nacional B en la temporada 2007/08.
En las 6 temporadas que Atlético Tucumán intervino en el torneo Argentino "A", los técnicos arriba mencionados utilizaron un total de 118 jugadores. El técnico que más jugadores utilizó fue Jorge Solari en la última temporada con 31 jugadores y el que menos utilizó fue Jorge Salas en el apertura 2003 de la temporada 03/04 con 21 jugadores.
- Los jugadores

Son 3 los jugadores que superaron la barrera de los 100 partidos jugados con la camiseta de Atlético Tucumán, ellos son Héctor López, Fabián Lazarte y Marcelo Zerrizuela. El que más presencias tuvo fue Héctor López en 119 partidos (quién es el único jugador que integró todos los planteles que disputaron el Argentino "A"), seguido por Fabián Lazarte con 106 y Marcelo Zerrizuela con 103 cotejos jugados. Los tres jugadores mencionados ingresaron al grupo selecto de 55 jugadores que en los últimos 50 años en la historia del club vistieron la camiseta de Atlético Tucumán más de 100 partidos. Del plantel campeón el jugador con más presencias es César Montiglio con 66 presencias en 4 temporadas jugadas, seguido por Claudio Sarría con 63 y Martín Martos con 58 presencias, ambos en dos temporadas jugadas en "el decano" El arquero que más partidos ocupó el arco de Atlético fue Andrés Jemio con 40 partidos jugados.
- Goleadores

Marcelo Zerrizuela es el gran goleador de Atlético Tucumán en el Argentino "A" con 49 tantos conseguidos a lo largo de 5 temporadas, Fernando Robles es el escolta con 33 tantos anotados en 4 temporadas y con 32 goles el capitán del plantel campeón Claudio Sarría, con dos temporadas con la camiseta "decana". El defensor más goleador fue Federico Martorell con 7 goles, sobre 54 partidos jugados. El mejor promedio de goles por partido fue para Héctor "Yaya" Álvarez con 0,72 por partido. Atlético marcó 324 goles en las 6 temporadas en el Argentino "A", los tantos fueron marcados por 62 jugadores, de los cuales 19 fueron delanteros, 25 volantes y 18 defensores y 4 jugadores rivales marcaron en contra de su arco, los primeros 6 goleadores del Argentino"A" son los siguientes:
Marcelo Zerrizuela - 49 goles - 103 partidos jugados.
Fernando Robles - 33 goles - 68 partidos jugados.

### Campeón Torneo Argentino A 2007-08
Después de 6 años en la tercera categoría del fútbol argentino, lapso durante el cual sufrió 16 eliminaciones, en la temporada 2007-2008 y con la conducción de Jorge Solari, se conforma un gran plantel que cumple una notable campaña. Le permitió obtener el título de campeón argentino en una infartante definición por penales frente a Racing de Córdoba. En la final disputada en Córdoba el 11 de junio de 2008 fue derrotado en la ida por el equipo cordobés, por 2 a 1, pero en el partido de vuelta se impuso por el mismo marcador, por lo que su suerte se decidió por penales, triunfando Atlético por 4 a 2. Este resultado lo hizo retornar nuevamente al Primera B Nacional de AFA. En este campeonato Atlético cumple una campaña excepcional en que jugó 40 partidos de los cuales ganó 27, empató 5 y perdió 8 con 79 goles a favor y 34 en contra. En el gran plantel que logró el tan ansiado ascenso, se destacaron las presencias de Claudio Sarría, Luis Miguel Rodríguez, Pablo Hernández, Ezequiel Luna, Héctor Carlos Álvarez, César Montiglio, Sebastián Longo, Martín Granero, Diego Erroz y Lucas Ischuk, autor del último y heroico penal que le dio el campeonato y ascenso al Decano. Números de la campaña del decano en su consagración en la Temporada 2007/08 del Torneo Argentino A.

### Campeón de la Primera B Nacional 2008-09
Después de la obtención del torneo argentino Atlético mantuvo la base para participar del campeonato Nacional B. Ante la negativa de Jorge Solari de continuar dirigiendo al equipo, se contrató un técnico de mucha experiencia en la divisional y con un par de ascensos en sus espaldas como lo era Héctor Rivoira. Se incorporaron jugadores de experiencia como Javier Páez, Juan Manuel Azconzábal, Diego Reynoso, Josemir Lujambio, Juan Pablo Pereyra, Nicolás Castro, Esteban Dei Rossi quienes sumados a los que habían quedado del campeonato pasado más la llegada de algunos nuevos con hambre de gloria como Damián Musto, Leopoldo Gutiérrez y Nicolás Dematei conformaron un plantel homogéneo que se hizo fuerte en la última parte de la primera rueda y en toda la segunda donde llegó a estar 16 partidos invictos de los cuales ganó 12.
En esta temporada Atlético logra el ascenso a Primera División luego de ganarle a Talleres 4 a 0 faltando dos fechas para el final del campeonato. Ganando 21 partidos, empatando 11 y perdiendo 6 con 59 goles a favor y 30 en contra coronaria una campaña única en la que tuvo al goleador del campeonato Luis Miguel Rodríguez y la valla menos vencida de Lucas Ischuk compartida con el arquero de Chacarita Juniors que fue segundo ese campeonato. De esta manera Atlético lograba ser el primer equipo en coronarse campeón de la Primera B Nacional habiendo ascendido desde una división anterior ese mismo año.

### Participación en Primera División 2009-10
- Para el torneo de la Primera División, Atlético Tucumán mantendría la base del equipo campeón y se reforzaría con jugadores de experiencia como Deivis Barone, Matias Villavicencio, Raúl Saavedra y apostaría por promesas como Emmanuel Gigliotti, Fabio Escobar, Matias Escobar, David Drocco, entre otros. Comenzaría su camino en Primera en el Nuevo Gasómetro contra San Lorenzo, donde caería por 3 a 1 con un arbitraje polémico de Cristian Faraoni, luego debutaría en condición de local contra Independiente y perdería por 4 a 2 con otro arbitraje dudoso del juez Diego Abal después vencería a Huracán en condición de visitante y a Boca Juniors como local por la misma diferencia de 2-0. El problema del "decano" con los arbitrajes llegó a ser noticia nacional ya que fue perjudicado en los partidos contra Banfield, Estudiantes y Vélez sumados a los ya mencionados, con todo lo sucedido y el clima que se vivió en la provincia después de caer derrotado por 4-0 contra Racing marcaría la salida del técnico Héctor Rivoira dejando 7 partidos perdidos, 3 empatados y 2 ganados. Llegaría al club Osvaldo Sosa después de la victoria ante Tigre por 4-2 con técnicos interinos para ir a enfrentar a River Plate en Buenos Aires donde caería por 3-1. A pesar del mal comienzo Atlético termina la primera rueda fuera de la zona de descenso venciendo en el último partido a Gimnasia de La Plata por 1-0.

### Segundo Descenso
Luego de la salida de Chiche Sosa llega al club Mario Gómez. El último partido del decano en Primera División fue contra Gimnasia de La Plata donde empató 3 a 3. Había descendido a la B Nacional luego de empatar 2 a 2 contra Rosario Central.

## Década del 10

### Clasificación a laConmebol Libertadores 2017
Gracias a la quinta posición que ocupó en la tabla general del Campeonato 2016, Atlético pudo jugar Copa Conmebol Libertadores. La Conmebol había anunciado el 27 de septiembre de 2016 un incremento de seis plazas para la próxima edición de la Libertadores, la cual jugarán 44 equipos, y uno de esos pasajes nuevos recaló para Argentina, que iba a tener un total de seis representantes. Si bien se especuló con diferentes criterios para determinar ese cupo y en los últimos días había cobrado fuerza un partido desempate entre Atlético e Independidente, los dos terceros de las zonas en las que se disputó el Campeonato, la entidad continental zanjó la cuestión al anunciar el criterio de clasificación. De esta manera, Atlético, como fue tercero en la Zona 2 con 30 puntos mientras que Independidente ocupó el mismo puesto en el Grupo 1 pero con 27, se acreditó el pasaporte para la cita internacional en la que arrancará desde segunda fase, con el nombre de Argentina 6.
Atlético comenzó en la fase 2 y consiguió acceder a la fase de grupos tras vencer en enfrentamientos directos de ida y vuelta a El Nacional de  Ecuador y Junior de  Colombia. En la fase de grupos, se enfrentó a Peñarol, Jorge Wilstermann y Palmeiras. En total, jugó 10 partidos en la Libertadores 2017, de los cuales ganó 4, empató 2 y perdió 4. Anotó y recibió la misma cantidad de goles, 14. Terminó invicto en su estadio.

#### Hazaña en Quito
Uno de los partidos más épicos y trascendentales fue el que jugó con la camiseta de la Selección Argentina contra El Nacional de Quito
A las 19.15 (horario de Quito) del 7 de febrero de 2017 estaba programado el partido de vuelta del segundo turno preliminar de la Copa Libertadores: en el Olímpico de Atahualpa tenían que jugar El Nacional–Atlético Tucumán. Para contrarrestar el efecto de los 2.850 metros de altitud de Quito, el equipo argentino pasó los días previos en Guayaquil y quiso viajar a último momento hasta la sede del partido. Sin embargo, cuando el avión ya estaba en la pista, desde la torre de control le negaron el despegue. La Dirección General de Aviación Civil de Ecuador informó, a través de su web, que canceló el vuelo de AEROVIAS DAP porque no cumplía "con las normativas vigentes". En el medio de la incertidumbre, los directivos tucumanos encontraron un plan B: abordaron un vuelo de línea a Quito de la empresa LATAM. En simultáneo, el embajador argentino Luis Juez hacía gestiones para que el partido se juegue, pues los ecuatorianos querían los puntos que les correspondían por reglamento, debido al atraso. CONMEBOL ordenó que se juegue.
El equipo aterrizó en el aeropuerto de Quito a las 19:28, a solo 13 minutos del horario previsto para el inicio del encuentro. Subieron a un ómnibus que los llevó al estadio a 130 kph, escoltado por policías. Y eso no era todo: el equipaje con las camisetas y demás indumentaria nunca llegó. Pero como en la misma ciudad se estaba disputando el Campeonato Sudamericano Juvenil Sub-20, los directivos tucumanos en velocísima gestión pidieron prestadas las camisetas y botines del Sub-20 argentino, que fueron cedidas gentilmente. Con las pulsaciones al límite, con indumentaria que no era de su talle y sin tiempo para calentamiento, Atlético Tucumán jugó un partido fantástico: todos estaban concentrados, a pesar de lo que aconteció, y dominaron el juego durante más de una hora, acercándose más de una vez al gol necesario para clasificar pero sin poder convertir. A los 18´ST, tras una excelente jugada de David Barbona, Fernando Evangelista tiró un centro desde la izquierda, la pelota se desvió en un defensor y le quedó a Fernando Zampedri para que cabeceara bombeado por encima del arquero Cuero. La pelota entró casi pidiendo permiso y desató el festejo de los miles de tucumanos que llegaron a Quito. Fernando Zampedri llevaba la camiseta número 9 rotulada con el nombre de Lautaro Martínez, el delantero de la sub-20 argentina. Así Atlético Tucumán supo llevarse la victoria que le valió la clasificación.

#### Hasta octavos de final
Al finalizar en el tercer lugar del grupo, Atlético clasificó a la segunda fase de la Conmebol Sudamericana 2017. En esa instancia superó a Oriente Petrolero de  Bolivia por un global de 6-2, luego de derrotarlo de local y visitante. En octavos de final Atlético venció de local a Independiente por 1 a 0, pero cayó de visitante por 2 a 0.
El Pulga Luis Rodríguez, capitán de Atlético, fue uno de los goleadores del certamen con 5 tantos, igual cifra que el ecuatoriano Jhon Cifuente y el brasileño Felipe Vizeu. En 2017 Atlético fue el equipo argentino que más partidos oficiales disputó, con 48 encuentros, 14 de ellos internacionales. River Plate, con 47, quedó segundo, mientras que Lanús fue tercero con 45 e Independiente cuarto con 42.

### Subcampeonato de laCopa Argentinay clasificación a laConmebol Libertadores 2018
En el año 2017, Atlético llegó a la final de la Copa Argentina por primera vez en su historia, luego de superar a cinco equipos directamente afiliados a la AFA: All Boys, Independiente, Sarmiento de Junín, Vélez y Rosario Central. En la semifinal, Central tuvo la oportunidad de abrir el marcador con un penal que fue atajado por el arquero de Atlético, Cristian Lucchetti. Pocos minutos después, el histórico arquero y capitán del Decano debió salir por una lesión en el hombro y dejó su lugar a Alejandro Sánchez, quien conservó el 0 a 0 durante los 90 minutos. En la tanda de tiros penales, el "Oso" Sánchez, terminó vistiéndose de héroe al atajar los remates de Diego Rodríguez y Mauricio Martínez; Marco Ruben desvió su tiro por encima del travesaño. Atlético ganó los penales por 3 a 1 con goles de David Barbona, Francisco Grahl y Favio Álvarez.
En la final, disputada el 9 de diciembre en el estadio Malvinas Argentinas de Mendoza, perdió con River por un ajustado 2 a 1. De esa manera, Atlético se convirtió en el primer club no afiliado directamente a la AFA en llegar a una final de Copa Argentina y el segundo del interior del país, luego de Rosario Central. Asimismo, el subcampeonato le permitió la clasificación directa a la fase de grupos de la Conmebol Libertadores 2018, en lo que sería su tercera participación de un campeonato continental en su rica historia futbolística.

### Histórica participación en laConmebol Libertadores 2018
Atlético le tocó el Grupo C junto a  Libertad,  The Strongest y  Peñarol.
Arrancó perdiendo 2 partidos, 0-2 en el José Fierro con Libertad y 1-3 con Peñarol en Montevideo, pero a partir de la histórica victoria 2-1 contra The Strongest en La Paz, empezó a ganar 2 partidos en fila (3-0 contra The Strongest en el José Fierro y 1-0 contra Peñarol también en el José Fierro) y empatar 0-0 contra Libertad, en el Estadio Nicolás Leoz. Atlético terminó segundo en el grupo con 10 puntos por lo que se clasificó a los octavos de final, se enfrentó con Atlético Nacional y en la ida le ganó 2-0 en su cancha y en la vuelta perdió 0-1 en Medellín pero por el global se clasificaría históricamente a los cuartos de final, donde enfrentó al último campeón de América (en esa edición) Gremio y en la ida perdió 0-2 en el José Fierro y en la vuelta perdió 0-4 en Porto Alegre quedando eliminado de la Copa Libertadores.